# ベルファスト
ベルファスト（英語: Belfast、アイルランド語: Béal Feirste）は、イギリス・北アイルランドの中心都市。行政区画としてはシティ（市、City）である。漢字表記は伯法斯督。
ラガン川の両岸に位置し、ベルファスト湾を経てノース海峡に通じている。人口は34万5418人（2021年推計）、都市圏人口は67万1559人で、アイルランド島ではダブリンに次ぐ第二の都市である。
1613年にイングランドの入植地として設立され、スコットランドから長老派教会の信徒が流入したことで発展が加速した。その子孫のイングランド人エスタブリッシュメントに対する不満が1798年のアイルランド反乱と1800年の合同法制定に発展したが、これによるグレートブリテン王国とアイルランド王国の合同は、今日ベルファストのさらなる発展の契機となったと考えられている。1888年に市制施行されたときにはリネン産業の世界最大の中心地となっており、また1900年までにベルファストの造船所は総トン数でイギリス全体の4分の1の船舶を建造していた。
その後、西部から工場労働者としてアイルランド人のカトリックが流入すると宗派間の緊張が高まり、北アイルランドが分割された1920年からの数年間と1960年代後半からの30年あまりには暴力が噴出した。今日でも、プロテスタントの地区とカトリックの労働者階級の地区のあいだには平和の壁と呼ばれる分離壁がみられる。
1998年のベルファスト合意以降、絶対多数こそ得ないものの、かつてユニオニストの支配下にあった市政の主導権はナショナリストに移った。同時に、どちらの側にもアイデンティティを持たない新たな市民も転入し続けている。
近年はフィンテック、観光業、再開発された港湾地区を中心とする不動産業、映画産業といったサービス業の成長がめざましい。イギリスの欧州連合離脱（ブレグジット）後も、ベルファストを含む北アイルランド全域は例外的に欧州単一市場に留まることとなった。
ベルファスト湾沿いのジョージ・ベスト・ベルファスト・シティ空港と、市の西24キロメートルほどの所にあるベルファスト国際空港のふたつの空港がある。大学も市北部のアルスター大学と、市南部のより歴史のあるクイーンズ大学の二校がある。2021年、国際連合教育科学文化機関 (UNESCO) から音楽都市に指定された。

## 地名の由来
ベルファストの名前は、アイルランド語のBéal Feirsteが由来である。これは「ファーセットの口」という意味で、ベルファストがファーセット川のほとりに建設されたことに由来する。ファーセット川は、最も重要な川としてはラガン川に取って代わられ忘れ去られている。

## 地理
ベルファスト湾に注ぐラガン川の河口部に位置し、丘（ディヴィス山、ブラック山とケーヴ丘）に囲まれている。ラガン川のほとりは整備され、市中心部のほとんどが歩道になっている。
干潟と塩性湿地が広がるベルファスト湾はアカアシシギの重要な越冬地で、1998年にラムサール条約登録地となった。

### 気候
北緯54度に位置するため、年間を通した日照時間の変化が大きい。冬至の日の出は8時45分ごろで、16時前には日の入りとなる一方、夏至の日の出は5時前、日の入りは22時過ぎである。
メキシコ湾流と北大西洋海流の合流点に位置することから、気候は比較的おだやかである。夏でも気温が25℃以上になることはほとんどなく、冬も氷点下5℃を下回ることはあまりない。沿海部であることから降水量が多く、1ミリ以上の降水がある日は年間157日におよぶ。年間平均降水量は846ミリで、イングランド北部やスコットランドの大部分に比べれば少ないが、ダブリンやアイルランド南東部の海沿いよりは多い。
北西ヨーロッパの大部分と同様、ケッペンの気候区分では西岸海洋性気候 (CfB) に分類される。
| ベルファスト（Stormont Castle、1981–2010年、極値1960年–）の気候 | ベルファスト（Stormont Castle、1981–2010年、極値1960年–）の気候 | ベルファスト（Stormont Castle、1981–2010年、極値1960年–）の気候 | ベルファスト（Stormont Castle、1981–2010年、極値1960年–）の気候 | ベルファスト（Stormont Castle、1981–2010年、極値1960年–）の気候 | ベルファスト（Stormont Castle、1981–2010年、極値1960年–）の気候 | ベルファスト（Stormont Castle、1981–2010年、極値1960年–）の気候 | ベルファスト（Stormont Castle、1981–2010年、極値1960年–）の気候 | ベルファスト（Stormont Castle、1981–2010年、極値1960年–）の気候 | ベルファスト（Stormont Castle、1981–2010年、極値1960年–）の気候 | ベルファスト（Stormont Castle、1981–2010年、極値1960年–）の気候 | ベルファスト（Stormont Castle、1981–2010年、極値1960年–）の気候 | ベルファスト（Stormont Castle、1981–2010年、極値1960年–）の気候 | ベルファスト（Stormont Castle、1981–2010年、極値1960年–）の気候 |
| 月                                                              | 1月                                                             | 2月                                                             | 3月                                                             | 4月                                                             | 5月                                                             | 6月                                                             | 7月                                                             | 8月                                                             | 9月                                                             | 10月                                                            | 11月                                                            | 12月                                                            | 年                                                              |
| --------------------------------------------------------------- | --------------------------------------------------------------- | --------------------------------------------------------------- | --------------------------------------------------------------- | --------------------------------------------------------------- | --------------------------------------------------------------- | --------------------------------------------------------------- | --------------------------------------------------------------- | --------------------------------------------------------------- | --------------------------------------------------------------- | --------------------------------------------------------------- | --------------------------------------------------------------- | --------------------------------------------------------------- | --------------------------------------------------------------- |
| 最高気温記録 °C （°F）                                          | 14.7 (58.5)                                                     | 15.8 (60.4)                                                     | 20.1 (68.2)                                                     | 20.8 (69.4)                                                     | 25.0 (77)                                                       | 27.5 (81.5)                                                     | 29.7 (85.5)                                                     | 28.2 (82.8)                                                     | 24.2 (75.6)                                                     | 20.6 (69.1)                                                     | 17.1 (62.8)                                                     | 14.6 (58.3)                                                     | 29.7 (85.5)                                                     |
| 平均最高気温 °C （°F）                                          | 8.0 (46.4)                                                      | 8.4 (47.1)                                                      | 10.2 (50.4)                                                     | 12.3 (54.1)                                                     | 15.0 (59)                                                       | 17.5 (63.5)                                                     | 19.3 (66.7)                                                     | 18.9 (66)                                                       | 16.7 (62.1)                                                     | 13.4 (56.1)                                                     | 10.3 (50.5)                                                     | 8.4 (47.1)                                                      | 13.2 (55.8)                                                     |
| 日平均気温 °C （°F）                                            | 5.1 (41.2)                                                      | 5.2 (41.4)                                                      | 6.7 (44.1)                                                      | 8.4 (47.1)                                                      | 10.9 (51.6)                                                     | 13.5 (56.3)                                                     | 15.4 (59.7)                                                     | 15.1 (59.2)                                                     | 13.1 (55.6)                                                     | 10.2 (50.4)                                                     | 7.3 (45.1)                                                      | 5.5 (41.9)                                                      | 9.7 (49.5)                                                      |
| 平均最低気温 °C （°F）                                          | 2.1 (35.8)                                                      | 2.0 (35.6)                                                      | 3.2 (37.8)                                                      | 4.4 (39.9)                                                      | 6.7 (44.1)                                                      | 9.5 (49.1)                                                      | 11.4 (52.5)                                                     | 11.3 (52.3)                                                     | 9.4 (48.9)                                                      | 6.9 (44.4)                                                      | 4.3 (39.7)                                                      | 2.6 (36.7)                                                      | 6.2 (43.2)                                                      |
| 最低気温記録 °C （°F）                                          | −9.9 (14.2)                                                     | −6.1 (21)                                                       | −7.2 (19)                                                       | −5.6 (21.9)                                                     | −1.7 (28.9)                                                     | 1.7 (35.1)                                                      | 5.6 (42.1)                                                      | 4.9 (40.8)                                                      | 1.1 (34)                                                        | −0.9 (30.4)                                                     | −3.4 (25.9)                                                     | −9.1 (15.6)                                                     | −9.9 (14.2)                                                     |
| 降水量 mm （inch）                                              | 88.1 (3.469)                                                    | 63.6 (2.504)                                                    | 75.9 (2.988)                                                    | 67.3 (2.65)                                                     | 64.8 (2.551)                                                    | 68.3 (2.689)                                                    | 66.2 (2.606)                                                    | 85.2 (3.354)                                                    | 77.3 (3.043)                                                    | 95.6 (3.764)                                                    | 96.0 (3.78)                                                     | 90.5 (3.563)                                                    | 938.8 (36.961)                                                  |
| 平均降水日数 （≥1.0 mm）                                        | 15.0                                                            | 11.9                                                            | 14.1                                                            | 11.4                                                            | 11.8                                                            | 11.0                                                            | 11.4                                                            | 12.9                                                            | 11.9                                                            | 14.0                                                            | 14.6                                                            | 13.8                                                            | 153.7                                                           |
| 出典：KNMI                                                      |                                                                 |                                                                 |                                                                 |                                                                 |                                                                 |                                                                 |                                                                 |                                                                 |                                                                 |                                                                 |                                                                 |                                                                 |                                                                 |

| ベルファスト（ベルファスト国際空港、1981–2010年、極値1958年–）の気候 | ベルファスト（ベルファスト国際空港、1981–2010年、極値1958年–）の気候 | ベルファスト（ベルファスト国際空港、1981–2010年、極値1958年–）の気候 | ベルファスト（ベルファスト国際空港、1981–2010年、極値1958年–）の気候 | ベルファスト（ベルファスト国際空港、1981–2010年、極値1958年–）の気候 | ベルファスト（ベルファスト国際空港、1981–2010年、極値1958年–）の気候 | ベルファスト（ベルファスト国際空港、1981–2010年、極値1958年–）の気候 | ベルファスト（ベルファスト国際空港、1981–2010年、極値1958年–）の気候 | ベルファスト（ベルファスト国際空港、1981–2010年、極値1958年–）の気候 | ベルファスト（ベルファスト国際空港、1981–2010年、極値1958年–）の気候 | ベルファスト（ベルファスト国際空港、1981–2010年、極値1958年–）の気候 | ベルファスト（ベルファスト国際空港、1981–2010年、極値1958年–）の気候 | ベルファスト（ベルファスト国際空港、1981–2010年、極値1958年–）の気候 | ベルファスト（ベルファスト国際空港、1981–2010年、極値1958年–）の気候 |
| 月                                                                   | 1月                                                                  | 2月                                                                  | 3月                                                                  | 4月                                                                  | 5月                                                                  | 6月                                                                  | 7月                                                                  | 8月                                                                  | 9月                                                                  | 10月                                                                 | 11月                                                                 | 12月                                                                 | 年                                                                   |
| -------------------------------------------------------------------- | -------------------------------------------------------------------- | -------------------------------------------------------------------- | -------------------------------------------------------------------- | -------------------------------------------------------------------- | -------------------------------------------------------------------- | -------------------------------------------------------------------- | -------------------------------------------------------------------- | -------------------------------------------------------------------- | -------------------------------------------------------------------- | -------------------------------------------------------------------- | -------------------------------------------------------------------- | -------------------------------------------------------------------- | -------------------------------------------------------------------- |
| 最高気温記録 °C （°F）                                               | 14.0 (57.2)                                                          | 15.6 (60.1)                                                          | 20.2 (68.4)                                                          | 21.8 (71.2)                                                          | 25.0 (77)                                                            | 29.5 (85.1)                                                          | 28.8 (83.8)                                                          | 28.0 (82.4)                                                          | 25.6 (78.1)                                                          | 21.8 (71.2)                                                          | 16.4 (61.5)                                                          | 15.0 (59)                                                            | 29.5 (85.1)                                                          |
| 平均最高気温 °C （°F）                                               | 7.1 (44.8)                                                           | 7.5 (45.5)                                                           | 9.5 (49.1)                                                           | 11.9 (53.4)                                                          | 15.0 (59)                                                            | 17.4 (63.3)                                                          | 19.0 (66.2)                                                          | 18.6 (65.5)                                                          | 16.4 (61.5)                                                          | 12.9 (55.2)                                                          | 9.5 (49.1)                                                           | 7.4 (45.3)                                                           | 12.7 (54.9)                                                          |
| 日平均気温 °C （°F）                                                 | 4.4 (39.9)                                                           | 4.6 (40.3)                                                           | 6.2 (43.2)                                                           | 8.1 (46.6)                                                           | 10.9 (51.6)                                                          | 13.6 (56.5)                                                          | 15.4 (59.7)                                                          | 15.0 (59)                                                            | 13.0 (55.4)                                                          | 9.9 (49.8)                                                           | 6.8 (44.2)                                                           | 4.8 (40.6)                                                           | 9.4 (48.9)                                                           |
| 平均最低気温 °C （°F）                                               | 1.7 (35.1)                                                           | 1.6 (34.9)                                                           | 2.9 (37.2)                                                           | 4.3 (39.7)                                                           | 6.8 (44.2)                                                           | 9.7 (49.5)                                                           | 11.7 (53.1)                                                          | 11.4 (52.5)                                                          | 9.5 (49.1)                                                           | 6.9 (44.4)                                                           | 4.0 (39.2)                                                           | 2.1 (35.8)                                                           | 6.1 (43)                                                             |
| 最低気温記録 °C （°F）                                               | −12.8 (9)                                                            | −11.1 (12)                                                           | −9.9 (14.2)                                                          | −5.1 (22.8)                                                          | −2.8 (27)                                                            | −1.2 (29.8)                                                          | 2.2 (36)                                                             | 2.3 (36.1)                                                           | −0.5 (31.1)                                                          | −3.0 (26.6)                                                          | −8.6 (16.5)                                                          | −14.9 (5.2)                                                          | −14.9 (5.2)                                                          |
| 降水量 mm （inch）                                                   | 80.3 (3.161)                                                         | 57.7 (2.272)                                                         | 67.0 (2.638)                                                         | 58.0 (2.283)                                                         | 57.3 (2.256)                                                         | 61.5 (2.421)                                                         | 71.4 (2.811)                                                         | 83.8 (3.299)                                                         | 75.6 (2.976)                                                         | 89.6 (3.528)                                                         | 79.7 (3.138)                                                         | 79.3 (3.122)                                                         | 861.2 (33.906)                                                       |
| 平均降水日数 （≥1.0 mm）                                             | 14.8                                                                 | 12.1                                                                 | 14.0                                                                 | 11.4                                                                 | 11.7                                                                 | 11.3                                                                 | 12.9                                                                 | 13.9                                                                 | 12.6                                                                 | 14.4                                                                 | 14.4                                                                 | 14.0                                                                 | 157.5                                                                |
| 平均降雪日数                                                         | 5                                                                    | 5                                                                    | 4                                                                    | 1                                                                    | 0                                                                    | 0                                                                    | 0                                                                    | 0                                                                    | 0                                                                    | 0                                                                    | 1                                                                    | 3                                                                    | 19                                                                   |
| % 湿度                                                               | 89                                                                   | 87                                                                   | 88                                                                   | 89                                                                   | 90                                                                   | 90                                                                   | 90                                                                   | 92                                                                   | 92                                                                   | 91                                                                   | 90                                                                   | 89                                                                   | 91                                                                   |
| 平均月間日照時間                                                     | 49.7                                                                 | 71.2                                                                 | 102.5                                                                | 153.3                                                                | 197.7                                                                | 167.9                                                                | 151.3                                                                | 142.1                                                                | 119.9                                                                | 91.2                                                                 | 59.4                                                                 | 46.2                                                                 | 1,352.5                                                              |
| 出典1：Met Office NOAA (relative humidity and snow days 1961-1990)   |                                                                      |                                                                      |                                                                      |                                                                      |                                                                      |                                                                      |                                                                      |                                                                      |                                                                      |                                                                      |                                                                      |                                                                      |                                                                      |
| 出典2：KNMI                                                          |                                                                      |                                                                      |                                                                      |                                                                      |                                                                      |                                                                      |                                                                      |                                                                      |                                                                      |                                                                      |                                                                      |                                                                      |                                                                      |

## 人口動態
2021年時点で、ベルファスト市（2015年の地方行政改革で拡大した）の人口は34万5418人である。ベルファスト都市圏の人口は63万4600人で、これは北アイルランドの人口190万人のおよそ3分の1に相当する。
ほかの多くの都市と同様、中心市街地には高齢者や学生、単身の若年層が多く、家族層は郊外に住む傾向がある。中心市街地の北部や西部は比較的貧しい地域で、特にフォールズ・ロード、アードイン、ニュー・ロッジ（カトリック系ナショナリスト）やシャンキル・ロード（プロテスタント系ロイヤリスト）といった地区の貧困率は高く、医療保健サービスも十分行き届いていない。
北アイルランド全体の傾向と同様に、ベルファストでもプロテスタントの人口が減少する一方、カトリックや無宗教、その他の宗教の人口は増加している。2021年の国勢調査によると、カトリックが43パーセント、長老派教会が12パーセント、アイルランド聖公会が8パーセント、メソジストが3パーセント、その他のキリスト教諸宗派が6パーセント、その他が3パーセント、無宗教ないし無回答が24パーセントであった。
バックグラウンドの問題としては、47.93パーセントが自らをカトリックのコミュニティに所属すると答えた一方、プロテスタントないしその他のキリスト教諸宗派のコミュニティに所属すると答えたのは36.45パーセントであった。前回2011年の国勢調査では、カトリックが48.60パーセント、プロテスタントないしその他のキリスト教諸宗派が42.28パーセントであった。
ナショナル・アイデンティティに関しては、2021年の時点では自らをアイルランド人と答えた人が最も多く35パーセント、以下イギリス人と答えた人が27パーセント、北アイルランド人が17パーセント、「イギリス人でもあるし、北アイルランド人でもある」が7パーセント、「アイルランド人でもあるし、北アイルランド人でもある」が2パーセント、「イギリス人でも、アイルランド人でも、北アイルランド人でもある」が2パーセント、「イギリス人でもあるし、アイルランド人でもある」は1パーセント以下、その他が10パーセントであった。
少数言語（アイルランド語およびアルスター・スコッツ方言）に関しては、国勢調査実施日の2021年3月21日の時点で、ベルファスト市民の14.93パーセントにあたる43,798人がアイルランド語についていくらか知っていると回答し、5.21パーセントにあたる15,294人はアイルランド語の読み書きや聞き取り、会話ができると答えた。3.74パーセントにあたる10,963人は日常的にアイルランド語を使用していると回答し、主にアイルランド語を使用すると答えた者は0.75パーセントにあたる2,192人であった。アルスター・スコッツ方言については、市民の7.17パーセント（21,025人）がいくらか知っていると回答した。読み書きや聞き取り、会話ができると答えた市民は0.75パーセント（2,207人）、日常的に使用すると答えた市民は0.83パーセント（2,430人）であった。
19世紀中葉から後期にかけて、ベルファストにはユダヤ人とイタリア人のコミュニティがあった。今日、市内で最大の移民グループはポーランド系、中国系、インド系である。2011年の国勢調査によると、非白人の人口は10,219人（総人口の3.3パーセント）、イギリスおよびアイルランド以外で生まれた人は18,420人（同6.6パーセント）であった。イギリス諸島以外で生まれた人々のおよそ半数はサウス・ベルファストに集中しており、同地区では人口の9.5パーセントに達している。北アイルランドの5000家族のムスリムおよび200家族のヒンドゥー教徒の大部分が、ベルファスト大都市圏に分布している。2021年の国勢調査では、イギリス国外で生まれた住民の割合は9.8パーセントに上昇した。

市内の人口動態（2011年国勢調査）
カトリック系（青）とプロテスタント系（赤）住民の割合
主要なナショナル・アイデンティティ。赤がイギリス、青が北アイルランド、緑がアイルランド
イギリスおよびアイルランド以外で生まれた住民の割合

## 政治

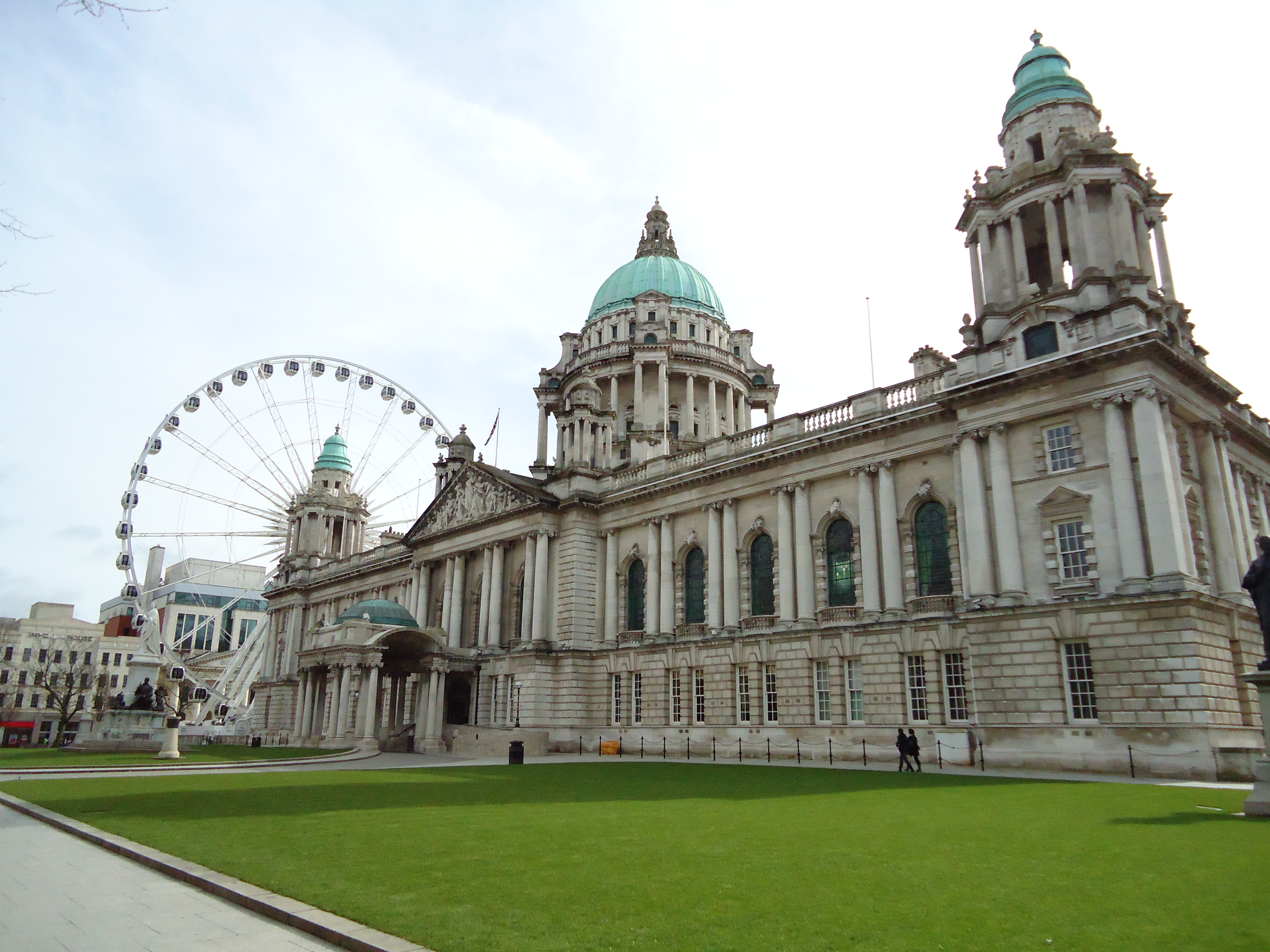
ベルファスト市庁舎

ベルファストは1613年にジェームズ1世（スコットランド王ジェームズ6世）から市 (borough) のステータスを与えられ、1888人にはヴィクトリアからシティ・ステータスを与えられた。1973年以降は、ベルファスト市議会が運営する地方行政区となっている。

### ベルファスト市議会
ベルファスト市議会は土地利用やコミュニティ計画、公園やレクリエーション、建築規制、文化遺産などに関する多様な権限や業務を担う。市の最も重要な役職者は市長 (Lord Mayor) 、副市長、市長官 (High Sheriff) である。委員長といった選挙で選出されるほかの市議会の役職と同様、選出にあたっては1998年以降ドント方式が採用され、シン・フェイン党、民主統一党 (DUP) 、北アイルランド同盟党の主要3会派が持ち回りで務めている。
ベルファストの歴代市長は1892年に就任した初代のダニエル・ディクソン以来、1997年までひとりを除きユニオニストであった。同年、社会民主労働党 (SDLP) のオールバン・マギネスが、ナショナリストとしてはじめて市長に就任した。現在の市長は、2024年6月3日に就任した北アイルランド同盟党のミッキー・マレーである。市長は市議会の議長を務めるほか、市内を訪問した要人の応接や、国内外で市を代表しプロモーションを行うなどする。
1997年、ベルファスト市議会ではユニオニストが過半数を失い、北アイルランド同盟党がキャスティングボートを握る事態となった。2023年時点では、ユニオニストは60議席中17議席に留まる一方、ナショナリスト（シン・フェイン党およびSDLP）も過半数に4議席届いていない。北アイルランド同盟党は11議席で、そのほかナショナリストとユニオニストのいずれにも与しない2会派（緑の党3議席、利益の前の人民1議席）がある。

### イギリス議会、北アイルランド議会
ベルファスト市内には、ベルファスト北、ベルファスト西、ベルファスト南およびミッドダウン、ベルファスト東の4つの北アイルランド議会およびイギリス下院の選挙区が置かれている。これらの選挙区はいずれも、市外のアントリム・アンド・ニュータウンアビーやリズバーン・アンド・カースルレーといった地区を含んでいる。イギリス下院は小選挙区制だが北アイルランド議会は比例代表制で、各選挙区の定数は5である。北アイルランド議会は市内のスターモントにある。
2022年の北アイルランド議会選挙では、シン・フェイン党が7議席、DUPと北アイルランド同盟党が各5議席、SDLP、アルスター・ユニオニスト党 (UUP) および利益の前の人民連合 (PBPA) が各1議席を市内の選挙区で獲得した。2024年イギリス総選挙では、シン・フェイン党がベルファスト西および北、DUPがベルファスト東を、SDLPがベルファスト南の選挙区でそれぞれ勝利した。

## 姉妹都市・提携都市
- ナッシュビル（アメリカ合衆国 テネシー州）(1994年)[48]
- 合肥市（中華人民共和国 安徽省）(2005年)[48]
- ボストン（アメリカ合衆国 マサチューセッツ州）(2014年)[48]
- 瀋陽市（中華人民共和国 遼寧省）(2016年)[49]

## 経済

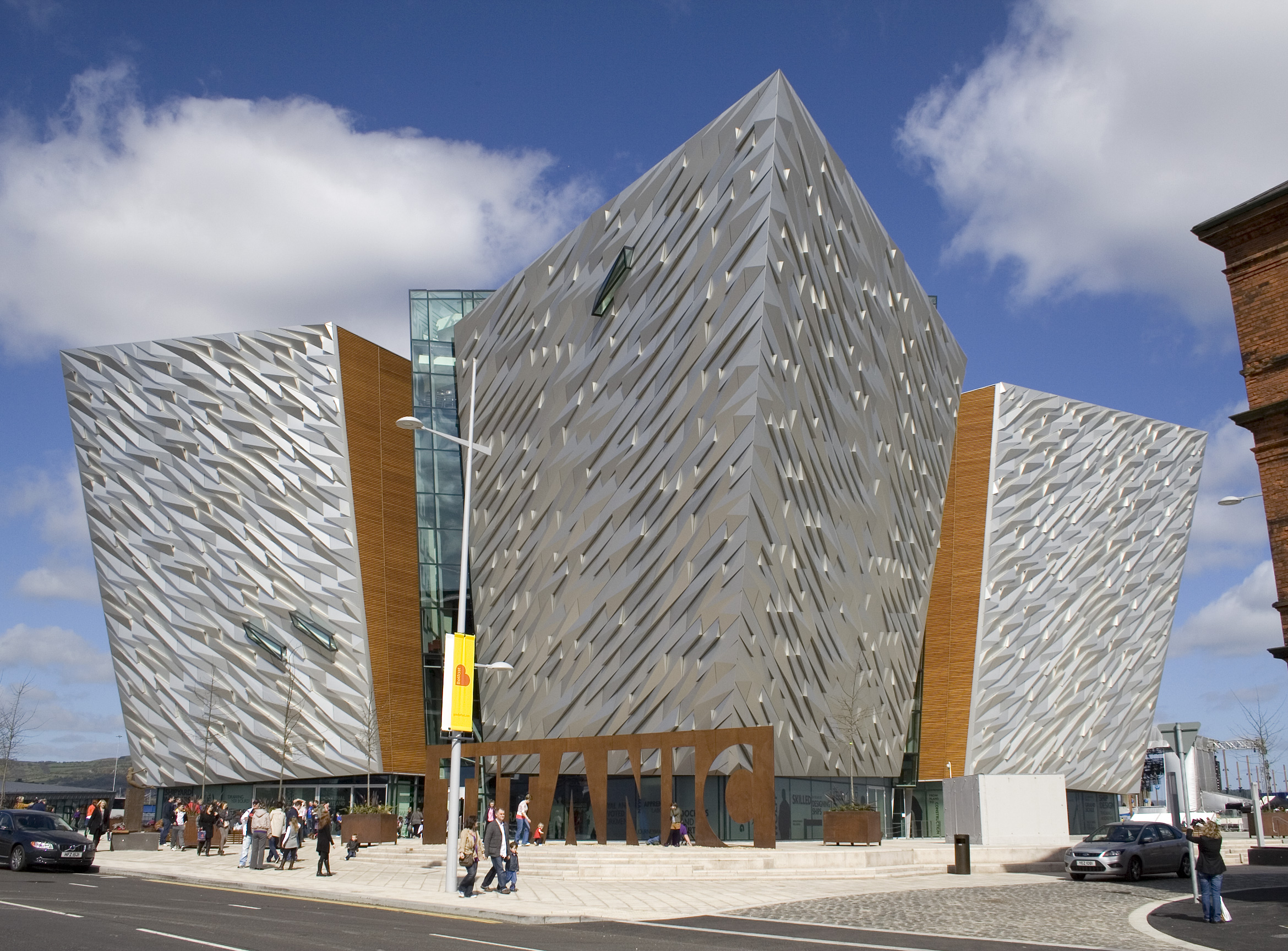
2012年に開所したタイタニック記念館

### 工業
ここには世界最大のドライ・ドックがあり、ハーランド・アンド・ウルフの造船所にある巨大なクレーンを遠くから眺めることができる。オリンピック号、タイタニック号、ブリタニック号の姉妹船はハーランド・アンド・ウルフによりここで造られた。また、ベルファストに拠点を構える航空機メーカー、ショート・ブラザーズもある。現在はカナダのボンバルディア傘下にあるとはいえ、従業員5,000人を抱えている北アイルランド最大の製造業で、ベルファストに多大な雇用を生み出している。
他の産業としては、アイルランド伝統の麻や縄製造がある。

## 交通

### 空路
- ベルファスト国際空港
- ジョージ・ベスト・ベルファスト・シティ空港

### 鉄道
- ベルファスト・セントラル駅
- ベルファスト・グレート・ヴィクトリア・ストリート駅

## 観光

### 名所・旧跡
文化施設
- タイタニック・ベルファスト（英語版）（タイタニック記念館）
- リネンホール図書館（英語版）

公園
- ドニゴール広場
  - ベルファスト市庁舎（英語版）

パブ
- ケリーズ・セラーズ

## スポーツ

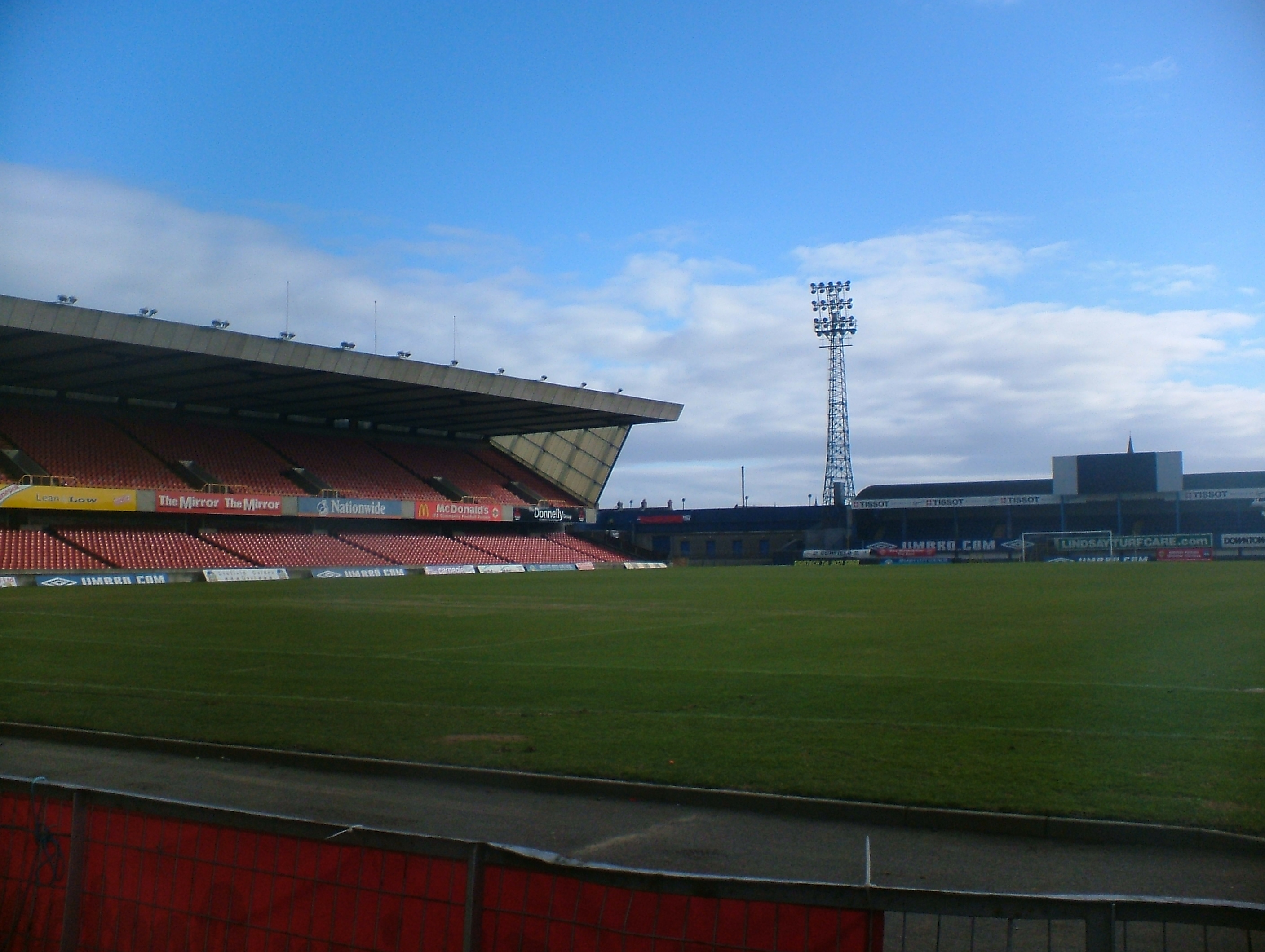
ウィンザー・パーク

### サッカー
- クリフトンビルFC
- クルセイダーズFC
- グレントランFC
- ダンデラFC
- ハーランド・アンド・ウルフ・ウェルダーズFC
- リンフィールドFC

### ベースボール
- ベルファスト・ノースターズ
- ベルファスト・バニッカーズ

## ベルファストを舞台とした作品

### ドラマ
- ゲーム・オブ・スローンズ
- ベルファスト (2021年の映画)

### アニメ
- 機動戦士ガンダム

第26-28話で登場。地球連邦軍の補給基地があり、ホワイトベースがオデッサの戦いの後、補給のため立ち寄った。女スパイのミハルの登場やレビル将軍との面会などストーリー上、重要な地として描かれた。